# Gaston Ouassénan Koné
Pour les articles homonymes, voir Koné.
Gaston Ouassénan Koné né le 24 avril 1939, à Katiola et mort le 8 août 2023, à Abidjan est un général, homme politique et romancier ivoirien. Commandant des opérations durant la crise du Guébié, il est par la suite, ministre dans plusieurs gouvernements, candidat à la Présidence de la République à l'élection de 2000, député et président du groupe parlementaire du Parti démocratique de Côte d'Ivoire (PDCI).

## Biographie

### Études et carrière militaire
Gaston Ouassénan Koné né le 24 avril 1939, à Katiola, en Côte d'Ivoire est le dernier fils d'une famille de neuf enfants. Dès 1946, il fréquente l'école privée catholique de l'évêché de Katiola, poursuit ses études secondaires au Lycée classique et moderne de Bouaké en 1952, avant de rejoindre l'armée. Il entre au Bataillon autonome de Côte d'Ivoire (BACI), à Bouaké, puis à partir de 1959 à l'Académie militaire interarmes de Cherchell (Algérie). Après ses études à Cherchell, il sert dans le Constantinois en qualité d'officier de l'armée française avant de poursuivre sa formation à l'école de spécialisation de l'aviation légère de l'armée de terre de Dax, puis à l'École des officiers de la gendarmerie nationale de Melun. Gaston Ouassénan Koné rentre au pays à la veille de l'indépendance. Lors de l'indépendance, il descend le drapeau français flottant devant l'Assemblée nationale et hisse, pour la première fois, le drapeau de la Côte d'Ivoire indépendante.
En 1962, il crée la garde présidentielle sur instruction de Félix Houphouët-Boigny dont il est le pilote pour les vols en hélicoptère. Il gravit rapidement les échelons et, en 1964, quatre ans après l'indépendance, est nommé Commandant supérieur de la gendarmerie nationale,,. En 1970, lorsqu'a éclaté à l'ouest du pays la crise du Guébié, "les militaires ivoiriens ont mené les opérations sous le commandement du lieutenant-colonel Gaston Ouassenan Koné qui avait la formation, le caractère et les moyens pour aller au bout d'une telle mission" . Il est promu général de brigade en 1977 et porte, depuis 1979, le grade de général de division.

### Engagement politique
Gaston Ouassénan Koné occupe successivement les postes de secrétaire d'État à l'Intérieur en 1974 et de ministre de la Sécurité en 1977 sous l'autorité du Président Félix Houphouët-Boigny. Il est de nouveau ministre de la Sécurité dans le gouvernement Kablan Duncan en 1993. Ouassenan Koné a aussi exercé les fonctions d'ambassadeur en Argentine, au Chili et en Uruguay.
En 2000, le général, désormais à la retraite, embrasse plus ouvertement une carrière politique. Il est candidat à la Présidence de la République pour l'élection de 2000 mais sa candidature est rejétée par la Cour suprême. Toutefois il est élu député, la même année puis Président du groupe parlementaire PDCI.
En 2020, Ouassénan Koné est l'un des vice-présidents du PDCI et il accompagne le président du parti Henri Konan Bédié dans sa rencontre avec le président Ouattara pour tenter de mettre fin à la crise électorale.

### Mort
Gaston Ouassénan Koné meurt le 8 août 2023 à Abidjan.

### Littérature
Gaston Ouassénan Koné est l’auteur de plusieurs romans :
- 1976 : L’homme qui vécut trois vies (Éditions Saint-Paul, Les classiques africains) ;
- 1977 : Aller retour (Éd. Saint-Paul) ;
- 1990 : L’empire du gouffre (CEDA) ;
- 2010 : Pauvre petite orpheline (L’Harmattan).